# 大空直美
大空直美（日语：／ Ōzora Naomi，1989年2月4日—）為日本女性聲優。隸屬於青二Production，大阪府出身。身高153cm、血型為A型。立命館大學映像學部畢業。青二塾大阪校第28期畢業。

## 人物
立命馆大学映像学部大学毕业，通过青二塾大阪分校第28期完成声优培训毕业。
幼年时期曾辗转多地。宫城出生，婴儿时期在神奈川，幼儿园在茨城。小学开始才在大阪，期间又去过四国，再回到大阪。
2012年6月，为《圣斗士星矢Ω》的小孩子角色配音而出道。2014年1月，在《狐仙的戀愛入門》中以主角（伏见伊奈里）配音出道。
擅长打《太鼓达人》，在niconico超会议中展露过。
2023年5月，宣布已于2023年2月登记结婚，并宣布已经怀孕。2024年1月27日时宣布在2023年12月末诞下一子。

## 演出作品
※粗體字為主要角色

### 電視動畫
2012年
- 聖鬥士星矢Ω（小孩、小鳥）

2013年
- 聖鬥士星矢Ω（伊甸（赤子）、學生）
- Servant x Service（販售義賣品的女孩子）
- 現視研 第二代（蘇珊娜·霍普金斯）
- 我的腦內戀礙選項（箱庭搖木）

2014年
- WIZARD BARRISTERS～弁魔士賽希爾（星羅）
- 狐仙的戀愛入門（伏見伊奈里）
- ONE PIECE（小孩、女性、女係員 #633）
- 天雷爭霸：復仇者聯盟（潔西卡·香農）
- 七龍珠改（柔道少年）
- 棺姬嘉依卡（卡蓮·龐巴爾迪亞）
- 請問您今天要來點兔子嗎？（女性客B）
- 閃爍的青春（女學生、女國中生）
- 三坪房間的侵略者！？（女學生）
- 花物語（女學生）
- GUNDAM創戰者TRY（女學生）
- 櫻桃小丸子（嬰兒）

2015年
- 偶像大師 灰姑娘女孩（緒方智繪里）
- 聖劍使的禁咒詠唱（小孩）
- 絕命制裁X（小湊雛子）
- 新我們這一家（女高中生B）
- 櫻桃小丸子（增田久美 #999）

2016年
- 魔法使 光之美少女！（絲絲）
- 美少女戰士Crystal Season III 死亡毀滅者篇（蒂留留）
- Concrete Revolutio～超人幻想～ THE LAST SONG（影胡摩）
- 小桃小栗 Love Love物語（水山紀香）
- orange橘色奇蹟（女學生、珠惠、白馬）
- 神裝少女小纏（草薙由麻[7]）
- 櫻桃小丸子（紀夫、小白）

2017年
- 喵咪days（白鳥澄美[8]）
- 廢天使加百列（撒塔妮）
- 動物朋友（黑尾土撥鼠[9]）
- 怪怪守護神（桐葉）
- 偶像大師 灰姑娘女孩劇場（緒方智繪里）
- ONE PIECE 圓蛋糕島篇（夏洛特·亞娜娜 #809）
- 此花綺譚（柳）

2018年
- 賽馬娘 Pretty Derby（玉藻十字）
- 千緒的通學路（三谷裳千緒）

2019年
- 粉彩回憶（江戶川橋美智[10]）
- 天使降臨到我身邊！（小之森夏音、宮子（寵物））
- 神田川JET GIRLS（潘蒂娜[11]）
- 鬼太郎（第6作）（岡倉優美）
- 櫻桃小丸子（阿武）

2020年
- 阿薩里爾 未來的民間故事（瑪哈）
- 繼怪怪守護神（桐葉）
- 宇崎學妹想要玩！（宇崎花[12]）
- 賽馬娘四格（玉藻十字）
- 前說！（凩真冬[13]）

2021年
- 天地創造設計部（冥戶）
- 境界觸發者（細井真織）
- 結城友奈是勇者 啾嚕！（彌勒夕海子）
- 我們的重製人生（登美丘罫子[14]）
- 賈希大人不氣餒！（賈希大人）
- 因為不是真正的夥伴而被逐出勇者隊伍，流落到邊境展開慢活人生（露緹）
- 結城友奈是勇者-大滿開之章-（彌勒夕海子）

2022年
- 超異域公主連結 Re:Dive Season 2（雪[15]）
- 惑星公主蜥蜴騎士（朝日奈五月雨[16]）
- 5億年按鈕【官方】～菅原壯太的超短篇～（スネ子）
- 徹夜之歌（小繁縷翠[17]）
- 花火醬總是遲到（東桜モグモグ超）
- 宇崎學妹想要玩！ω（宇崎花[18]）
- 森林家族 芙蕾雅的快樂日記（可可）

2023年
- 東京復仇者 聖夜決戰篇（稀咲鐵太〈小學生〉）
- 英雄王，為了窮盡武道而轉生～而後成為世界最強見習騎士♀～（莉波[19]）
- 英雄傳說 閃之軌跡 北方戰役（杜巴莉）
- 機戰少女Alice Expansion（相河愛花）
- World Dai Star（柳場潘達[20]）
- 六道的惡女們（幼田小百合[21]）
- 偶像大師 灰姑娘女孩 U149（咻君）
- Lv1魔王與獨居廢勇者（魔王[22]）
- 森林家族 芙蕾雅的GO FOR DREAM！（可可[23]）
- 撿走被人悔婚的千金，教會她壞壞的幸福生活（米雅哈·巴斯特多斯[24]）
- 某大叔的VRMMO活動記（羅娜[25]）
- 東京復仇者 天竺篇（稀咲鐵太〈小學生〉）

2024年
- 因為不是真正的夥伴而被逐出勇者隊伍，流落到邊境展開慢活人生 2nd（露緹[26]）
- 弱角友崎同學 2nd STAGE（瀨野由紀）
- 佐佐木與文鳥小嗶（二人靜[27]）
- 休假的壞人先生（女孩子）
- 怪異與少女與神隱（姫魚耶夢[28]／花村美甘）
- 天穗之咲稻姬（佐久名[29]）
- 夜櫻家大作戰（艾瑪）
- 深夜Punch（澪@異端GIRLS）
- 森林家族 芙蕾雅的小秘密（可可[30]）
- 阿薩里爾2 未來的民間故事（瑪哈[31]）
- 膽大黨（奇克奇塔）

2025年
- 逃走中 THE GREAT MISSION（阿瑪比埃）
- 魔法使光之美少女！！～MIRAI DAYS～（未來的母親）
- 賽馬娘 蘆毛灰姑娘（玉藻十字[32]）
- 徹夜之歌 第2期（小繁縷翠[33]）
- 渡同學的××瀕臨崩壞（渡多摩代）
- 膽大黨 第2期（奇克奇塔[34]）

### OVA
2013年
- 現視研 第二代之六（蘇珊娜·霍普金斯）※單行本第15卷附贈DVD特裝版

2016年
- Under the Dog（艾斯黛拉）

2017年
- 廢天使加百列（撒塔妮）

2019年
- 天使降臨到我身邊！（小之森夏音）

### 動畫電影
2012年
- ONE PIECE FILM Z

2013年
- 七龍珠Z 神與神（通行人）

2015年
- 少女與戰車 劇場版（福田）

2016年
- 從好久以前就喜歡你。～告白實行委員會～
- ONE PIECE FILM GOLD

2019年
- 少女與戰車 最終章 第2話（福田）

2020年
- 劇場版 高校艦隊（蘇珊·雷耶斯[35]）

2021年
- 少女與戰車 最終章 第3話（福田春）
- 我的英雄學院：世界英雄任務（ロロ・ソウル）

2022年
- 天使降臨到我身邊！ Precious Friends（小之森夏音）

### 網路動畫
2015年
- 小桃小栗 Love Love物語（水山紀香）

2018年
- 欢迎来到加帕里公园（浣熊）

2019年
- 欢迎来到加帕里公园 第二季（浣熊、黑犀）

2020年
- 欢迎来到加帕里公园 第三季（浣熊、黑犀）

2024年
- 麵包寶寶（奶油麵包寶寶4[36]）

### 遊戲
2013年
- 偶像大師 灰姑娘女孩（緒方智繪里）
- 光明之舟（梅莉·阿修雷）

2014年
- 白貓Project（「白魔術見習生」春香）
- 英雄傳說 碧之軌跡evolution（「神速」杜巴莉）
- 英雄傳說 閃之軌跡II（「神速」杜巴莉）

2015年
- 偶像大師 灰姑娘女孩 星光舞台（緒方智繪里）
- 公主連結！（虹村雪[37]）

2016年
- 放學後少女聚落（大空美智留[38]）
- 神域召喚Valkyrie Connect（精靈使妮季）
- 妃十三學園 Alternative Girls（橘直美）
- 戰艦少女R（空想）

2017年
- 新楓之谷（卡蒂娜（女））
- 伊蘇VIII 丹娜的隕涕日（葛莉賽達）
- 英雄傳說 閃之軌跡III（「神速」杜巴莉）

2018年
- 英雄傳說 閃之軌跡IV（「神速」杜巴莉）
- 超異域公主連結 Re:Dive（雪）
- 音擊（逢坂茜）
- 轟炸女孩（日语：ボンバーガール (ゲーム)）（阿庫雅）

2019年
- 生死格鬥：沙灘排球維納斯假期（神奈）
- 少女前線（88式、隼）
- 動物朋友3（黑尾土撥鼠）
- Fire Emblem Heroes （優爾格）

2020年
- 英雄傳說 創之軌跡（「神速」杜巴莉）
- 女神异闻录5 乱战 魅影攻手（长谷川茜）
- 天穗之咲稻姬 （佐久名）
- 萊莎的鍊金工房2 ～失落傳說與秘密妖精～（派翠夏·阿貝爾海姆）
- 碧藍航線（英仙座）[39]

2021年
- 賽馬娘（玉藻十字）[40]
- D_CIDE TRAUMEREI（柵賴葉月）

2022年
- 少女前线：云图计划（莎克拉戈）
- 碧藍航線（派翠夏·阿貝爾海姆）[a][41]

2023年
- 明日方舟（提丰）
- Fate/Grand Order（雑賀孫一）
- 萊莎的鍊金工房3 ～終結之鍊金術士與秘密鑰匙～（派翠夏·阿貝爾海姆）
- 蕾斯萊莉婭娜的鍊金工房 ～忘卻的鍊金術與極夜的解放者～（海蒂、派翠夏·阿貝爾海姆）

2025年
- 絕區零（照）

### 廣播劇CD
- （淑花蓮）※「Cobalt」2號連續企畫 應募者全員Service
- Dear Girl〜Stories〜 響（女性）
- 樱子的高校生活（海乃琉璃）
- 非正式時光（室町紗白）

### 廣播節目
- 自稱Radio大阪開局55周年記念節目（OBC、2013年4月－）

### 電視節目
- 卡通頻道 presents fun with ENGLISH（BS Sky Perfect、2012年7月14日）（MC、旁白）
- （TBS、2012年8月25日）（旁白）
- （JCNmytv、2013年4月－）（旁白）
- （日本電視台、2013年5月7日）[42]
- PON!（日本電視台、2014年2月17日）

### 影像商品
2015年
- THE IDOLM@STER CINDERELLA GIRLS 2ndLIVE PARTY M@GIC!![43]
- CINDERELLA PARTY!
- 聲優DVD 朋友系列 vol.2 大空直美＆藤井幸代＆照井春佳
- 松來未祐的神秘之門 Vol.1
- 廣播 偶像大師 灰姑娘女孩『Dereraji』DVD Vol.6

2016年
- Animelo Summer Live 2015 -THE GATE-
- THE IDOLM@STER M@STER OF IDOL WORLD!!2015 Live Blu-ray[44]
- THE IDOLM@STER CINDERELLA GIRLS 3rdLIVE 灰姑娘舞會 -Power of Smile- Blu-ray[45]
- 第1卷[46]

2017年
- THE IDOLM@STAR CINDERELLA GIRLS 4thLIVE TriCastle Story Blu-ray BOX[47]
- 廢天使加百列～天使與惡魔的製作麵包～[48]
- 佳村遙的狂熱約會 Vol.1[49]

2018年
- THE IDOLM@STAR CINDERELLA GIRLS 5thLIVE TOUR Serendipity Parade!!! @MIYAGI、OSAKA[50]、SAITAMA SUPER ARENA[51]
- 第2卷[52]
- 西明日香的精細領域！2[53]
- 松田颯水秀2[54]
- SEASIDE SUMMER FESTIVAL 2018&海邊大運動會[55]

2019年
- SEASIDE WINTER FESTIVAL 2019 SPECIAL DVD 大空直美、小澤亞李のsweet café time with 西明日香[56]
- SEASIDE WINTER FESTIVAL 2019 SPECIAL DVD Fresh高松 with 大空直美[56]
- 再一點！大空直美[57]
- 大空直美、小澤亞李的sweet café time 和小桑一起度過的咖啡時光♪DVD[58]
- SEASIDE WINTER FESTIVAL 2019[58]
- THE IDOLM@STER CINDERELLA GIRLS 6thLIVE MERRY-GO-ROUNDOME!!!@NAGOYA DOME[59]
- 「音擊」LIVE Vol.1 ～Jump!!Jump!!Jump!!～Blu-ray[60]
- SEASIDE SUMMER FESTIVAL 2019[61]

## 音樂CD

### 角色歌
| 發售日   | 標題                                                                    | 名義 | 歌曲                                                                | 聯合                                        |
| 2013年   | 2013年                                                                  | 2013年 | 2013年                                                              | 2013年                                      |
| -------- | ----------------------------------------------------------------------- | --- | ------------------------------------------------------------------- | ------------------------------------------- |
| 10月9日  | 現視研 第二代 MEBAETAME Music Collection vol.1                          | 荻上千佳（山本希望）&蘇珊娜·霍普金斯（大空直美） | 「」                                                                | 電視動畫《現視研 第二代》角色歌             |
| 11月13日 | THE IDOLM@STER CINDERELLA MASTER 023 緒方智繪里                         | 緒方智繪里（大空直美） | 「」                                                                | 社交遊戲《偶像大師 灰姑娘女孩》角色歌       |
| 2014年   |                                                                         | |                                                                     |                                             |
| 3月26日  | 狐仙的戀愛入門 Original Soundtrack                                      | 伏見伊奈里（大空直美） | 「」                                                                | 電視動畫《狐仙的戀愛入門》插曲              |
| 7月30日  | THE IDOLM@STER CINDERELLA MASTER We're the friends!                     | THE IDOLM@STER CINDERELLA GIRLS!! ［澀谷凜（福原綾香）／鷺澤文香（M・A・O）／高垣楓（早見沙織）／安部菜菜（三宅麻理惠）／緒方智繪里（大空直美）／島村卯月（大橋彩香）／本田未央（原紗友里）／姬川友紀（杜野まこ）／高森藍子（金子有希）］ | 「We're the friends!」                                              | 遊戲《偶像大師 灰姑娘女孩》角色歌           |
| 7月30日  | THE IDOLM@STER CINDERELLA MASTER We're the friends!                     | THE IDOLM@STER CINDERELLA GIRLS for BEST5! ［澀谷凜（福原綾香）／安部菜菜（三宅麻理惠）／緒方智繪里（大空直美）／島村卯月（大橋彩香）／本田未央（原紗友里）］                                                                     | 「」                                                                | 遊戲《偶像大師 灰姑娘女孩》角色歌           |
| 10月22日 | Blooming!!/ -SEGA HARD GIRLS MIX-                                       | SC-3000（相澤舞）、SG-1000（芹澤優）、SG-1000II（大空直美）、Game Gear（田中美海）、RoBo Pitcha（もものはるな） | 「 -SEGA HARD GIRLS MIX-」                                          | 電視動畫《Hi☆sCoool! 世嘉女孩》片尾曲       |
| 12月31日 | THE IDOLM@STER CINDERELLA MASTER Cute Jewelries! 002                    | 三村加奈子（大坪由佳）、輿水幸子（竹達彩奈）、佐久間真由（牧野由依）、緒方智繪里（大空直美）、小早川紗枝（立花理香） | 「」 「」                                                           | 遊戲《偶像大師 灰姑娘女孩》角色歌           |
| 12月31日 | THE IDOLM@STER CINDERELLA MASTER Cute Jewelries! 002                    | 緒方智繪里（大空直美） | 「」                                                                | 遊戲《偶像大師 灰姑娘女孩》角色歌           |
| 2015年   |                                                                         | |                                                                     |                                             |
| 1月21日  | THE IDOLM@STER CINDERELLA GIRLS ANIMATION PROJECT 00 ST@RTER BEST       | CINDERELLA PROJECT | 「 〜jewel parade〜」                                               | 電視動畫《偶像大師 灰姑娘女孩》角色歌       |
| 2月18日  | THE IDOLM@STER CINDERELLA GIRLS ANIMATION PROJECT 01 Star!!             | CINDERELLA PROJECT | 「Star!!」                                                          | 電視動畫《偶像大師 灰姑娘女孩》片頭曲       |
| 4月1日   | THE IDOLM@STER CINDERELLA GIRLS ANIMATION PROJECT 04 Happy×2 Days       | CANDY ISLAND（雙葉杏（五十嵐裕美）、三村加奈子（大坪由佳）、緒方智繪里（大空直美）） | 「Happy×2 Days」 「 -CANDY ISLAND Remix-」                          | 電視動畫《偶像大師 灰姑娘女孩》第9話片尾曲  |
| 5月13日  | THE IDOLM@STER CINDERELLA GIRLS ANIMATION PROJECT 08 GOIN'!!!           | CINDERELLA PROJECT | 「GOIN'!!!」 「」                                                   | 電視動畫《偶像大師 灰姑娘女孩》第13話插入曲 |
| 8月5日   | THE IDOLM@STER CINDERELLA GIRLS ANIMATION PROJECT 2nd season 01 Shine!! | CINDERELLA PROJECT | 「Shine!!」                                                         | 電視動畫《偶像大師 灰姑娘女孩》片頭曲       |
| 9月12日  | THE IDOLM@STER CINDERELLA GIRLS 鳥栖砂岩 支援曲                         | 赤城米莉亞（黑澤朋世）、緒方智繪里（大空直美）、城崎美嘉（佳村遙）、脇山珠美（嘉山未紗） | 「」                                                                | 《鳥栖砂岩》支援曲                          |
| 9月23日  | THE IDOLM@STER CINDERELLA GIRLS ANIMATION PROJECT 2nd Season 02         | CANDY ISLAND with 輿水幸子（竹達彩奈） | 「Heart Voice」                                                     | 電視動畫《偶像大師 灰姑娘女孩》片尾曲       |
| 9月23日  | THE IDOLM@STER CINDERELLA GIRLS ANIMATION PROJECT 2nd Season 02         | CANDY ISLAND | 「 -CANDY ISLAND Remix-」                                           | 電視動畫《偶像大師 灰姑娘女孩》             |
| 11月25日 | THE IDOLM@STER CINDERELLA GIRLS ANIMATION PROJECT 2nd Season 07         | CINDERELLA PROJECT | 「M@GIC☆」                                                          | 電視動畫《偶像大師 灰姑娘女孩》插入曲       |
| 11月25日 | THE IDOLM@STER CINDERELLA GIRLS ANIMATION PROJECT 2nd Season 07         | CINDERELLA PROJECT | 「」                                                                | 電視動畫《偶像大師 灰姑娘女孩》片尾曲       |
| 2016年   |                                                                         | |                                                                     |                                             |
| 8月24日  |                                                                         | 栗原雪（加隈亞衣）、水山紀香（大空直美）、早柿莉央（前田玲奈）、島田柚姬（仲谷明香）、宇佐美育繪（竹下禮奈） | 「」                                                                | 電視動畫《偶像大師 灰姑娘女孩》角色歌       |
| 10月26日 | THE IDOLM@STER CINDERELLA GIRLS STARLIGHT MASTER 06 Love∞Destiny        | 佐久間真由（牧野由依）、北條加蓮（淵上舞）、小日向美穗（津田美波）、多田李衣菜（青木瑠璃子）、緒方智繪里（大空直美） | 「Love∞Destiny（M@STER VERSION）」 「Love∞Destiny（GAME VERSION）」 | 遊戲《偶像大師 灰姑娘女孩》相關歌曲         |

### 註解
1. ↑  為碧藍航線與萊莎2、3聯動的角色

### 來源
1. ↑  .   [2013年11月27日]. （原始内容存档于2013年12月2日）.
2. 1 2 3 4  參照先 （页面存档备份，存于）（所屬事務所公式網站簡介） 2014年1月19日閲覽。
3. ↑  . ファミ通.com. 2015-04-26  [2018-02-01]. （原始内容存档于2018-02-02）.
4. ↑  .   [2013-11-27]. （原始内容存档于2013-12-02）.
5. ↑  @osorasan703.  (推文). 2024-01-27 –Twitter.
6. ↑  . Yahoo!ニュース （日语）.
7. ↑  . .   [2025-07-24] （日语）.
8. ↑  . コミックナタリー. 2016-11-26  [2016-11-26]. （原始内容存档于2016-11-26） （日语）.
9. ↑  . けものフレンズ公式サイト.   [2016-11-29]. （原始内容存档于2016-12-06） （日语）.
10. ↑  . 電視動畫「粉彩回憶」官方網站.   [2018-10-05]. （原始内容存档于2018-10-05）.
11. ↑  . 電視動畫「神田川JET GIRLS」官方網站.   [2019-08-01]. （原始内容存档于2019-08-01）.
12. ↑  . 電視動畫「宇崎學妹想要玩！」官方網站.   [2020-02-03]. （原始内容存档于2020-02-03）.
13. ↑  . 電視動畫「前說！」官方網站.   [2019-12-06]. （原始内容存档于2019-12-13）.
14. ↑  . Comic Natalie. 2021-07-24  [2021-07-24]. （原始内容存档于2021-07-26） （日语）.
15. ↑  . Comic Natalie. 2022-02-11  [2022-02-11]. （原始内容存档于2022-04-21） （日语）.
16. ↑  . Comic Natalie. 2022-03-16  [2022-03-16]. （原始内容存档于2022-04-05） （日语）.
17. ↑  . Comic Natalie. 2022-05-11  [2022-05-11]. （原始内容存档于2022-05-16） （日语）.
18. ↑  . Comic Natalie. 2022-03-04  [2022-03-04]. （原始内容存档于2022-03-05） （日语）.
19. ↑  . Comic Natalie. 2022-10-21  [2022-10-21]. （原始内容存档于2022-11-07） （日语）.
20. ↑  . Comic Natalie. 2022-11-27  [2022-11-27]. （原始内容存档于2022-11-27） （日语）.
21. ↑  . Comic Natalie. 2023-01-18  [2023-01-18]. （原始内容存档于2023-01-19） （日语）.
22. ↑  . Comic Natalie. 2022-03-29  [2022-03-29]. （原始内容存档于2022-04-21） （日语）.
23. ↑  . Anime! Anime!. 2023-06-20  [2023-06-20]. （原始内容存档于2023-06-22） （日语）.
24. ↑  . Comic Natalie. 2023-05-10  [2023-05-10]. （原始内容存档于2023-05-26） （日语）.
25. ↑  . Comic Natalie. 2023-08-04  [2023-08-04]. （原始内容存档于2023-08-04） （日语）.
26. ↑  . Comic Natalie. 2023-04-18  [2023-04-18]. （原始内容存档于2023-05-04） （日语）.
27. ↑  . Comic Natalie. 2023-12-06  [2023-12-06]. （原始内容存档于2023-12-16） （日语）.
28. ↑  . Comic Natalie. 2024-03-24  [2024-03-24]. （原始内容存档于2024-04-03） （日语）.
29. ↑  . Comic Natalie. 2024-03-09  [2024-03-09]. （原始内容存档于2024-03-09） （日语）.
30. ↑  . Comic Natalie. 2024-09-26  [2024-09-26] （日语）.
31. ↑  . Comic Natalie. 2024-10-04  [2024-10-04]. （原始内容存档于2024-10-07） （日语）.
32. ↑  . MANTANWEB. 2024-12-25  [2024-12-25] （日语）.
33. ↑  . Comic Natalie. 2024-03-11  [2024-03-11]. （原始内容存档于2024-03-12） （日语）.
34. ↑  . Comic Natalie. 2025-06-03  [2025-06-03] （日语）.
35. ↑  . animate Times. 2019-12-05  [2019-12-05]. （原始内容存档于2019-12-06）.
36. ↑  . Comic Natalie. 2024-11-28  [2024-11-28]. （原始内容存档于2024-12-22） （日语）.
37. ↑  . プリンセスコネクト! 公式サイト.   [2014-12-20]. （原始内容存档于2014-12-15）.
38. ↑  .   [2015-12-19]. （原始内容存档于2015-12-19）.
39. ↑  . 碧藍航線海事局.   [2022-11-16]. （原始内容存档于2022-12-12）.
40. ↑  . 賽馬娘中文wiki.   [2022-06-27]. （原始内容存档于2022-11-29）.
41. ↑  碧藍航線. . Facebook.   [2022-11-29].
42. ↑  .   [2013-05-23]. （原始内容存档于2013-06-23）.
43. ↑  . 日本哥倫比亞.   [2016-05-22]. （原始内容存档于2016-05-25）.
44. ↑  . THE IDORM@STER OFFICIAL WEB. 2015-12-26  [2016-05-22]. （原始内容存档于2016-05-13）.
45. ↑  . 日本哥倫比亞.   [2016-08-22]. （原始内容存档于2016-08-16）.
46. ↑  . 超！Animedia. 2016-12-06  [2018-06-10]. （原始内容存档于2018-06-12）.
47. ↑  . 日本哥倫比亞.   [2018-06-09]. （原始内容存档于2018-05-27）.
48. ↑  . 電視動畫「廢天使加百列」官方網站. 2017-01-20  [2018-06-10]. （原始内容存档于2017-06-15）.
49. ↑  . Voice-Stlye. 2017-08-08  [2018-06-10]. （原始内容存档于2018-06-12）.
50. ↑  . 日本哥倫比亞.   [2018-06-09]. （原始内容存档于2018-06-12）.
51. ↑  . 日本哥倫比亞.   [2018-09-17]. （原始内容存档于2018-09-17）.
52. ↑  . Voice-Style. 2018-01-17  [2018-06-10]. （原始内容存档于2018-06-12）.
53. ↑  . Sea Side Communications. 2018-12-18  [2019-10-11]. （原始内容存档于2022-04-26）.
54. ↑  . Sea Side Communications. 2018-12-22  [2019-10-11].
55. ↑  . Sea Side Communications. 2019-01-04  [2019-07-27]. （原始内容存档于2019-09-19）.
56. 1 2  . Sea Side Communications. 2019-02-08  [2019-07-27]. （原始内容存档于2019-09-01）.
57. ↑  . Sea Side Communications. 2019-03-11  [2019-07-27]. （原始内容存档于2019-08-17）.
58. 1 2  . Sea Side Communications. 2019-07-24  [2019-07-27]. （原始内容存档于2019-09-14）.
59. ↑  . 2019-05-29  [2019-10-11]. （原始内容存档于2019-06-17）.
60. ↑  . 音擊. 2019-08-21  [2019-10-11]. （原始内容存档于2019-10-11）.
61. ↑  . Sea Side Communications. 2019-12-28  [2019-12-30]. （原始内容存档于2019-12-28）.

## 外部連結
- （日語）青二Production官方簡歷
- （日語）大空直美的X（前Twitter）